# NGC 4034
NGC 4034 este o galaxie eliptică situată în constelația Dragonul. A fost descoperită în 6 aprilie 1793 de către William Herschel. Se află la o distanță de 44,26 de megaparseci de Pământ.